# Storia di Camerino
La storia di Camerino riguarda le vicende della città, dal periodo della preistoria in cui sono state rinvenute tracce di popolazioni che erano presenti nella zona, sino ad oggi.

## Preistoria
Nei monti circostanti Camerino hanno lasciato tracce popolazioni dei tempi più remoti della preistoria.
Presso la zona di Torre Beregna e nelle grotte di Monte Primo sono stati rinvenuti utensili di pietra più o meno elaborati, frammenti di terracotta, cocci di grossolane stoviglie fatte a mano.

### Camerti e i Romani
I Camerti erano una tribù umbra che valicò l'Appennino e nell'incontro con questa terra e con gli abitanti già esistenti, presero l'identità di un piccolo popolo (Umbri Camerti).
Secondo una leggenda, i Camerti avevano abbandonato la loro città natia, Kamars, perché vinti in guerra dal popolo dei Pelasgi.
Proprio per questo, onde ricordare la loro antica patria, diedero il nome di Cameria, o Camerta, alla nuova città da loro fondata, nome da cui poi sarebbe derivato il termine Camerino.
I Camerti ed i Romani strinsero un trattato di alleanza con eguali condizioni, l'Aequum Foedus (309 a.C.). Lo stesso privilegio della cittadinanza romana, confermata da Gaio Mario nel 101 a.C. e da Settimio Severo nel 210, garantisce ancora la grande importanza della città camerte nel III secolo.
Alla fine del IV secolo i Camerti erano ritenuti forti guerrieri e cercati come alleati. Sappiamo con certezza che durante la seconda guerra punica i Camerti fornirono a Roma 600 combattenti.
Durante l'Impero finalmente Camerino ebbe pace e benessere.
Documenti numerosi del fitto rapporto con Roma si ritrovano nella letteratura repubblicana ed imperiale.
Inoltre, sono venuti alla luce durante i lavori di restauro del teatro comunale i resti di quello che era un mercato d'epoca romana.

## Avvento del cristianesimo
Anche a Camerino il cristianesimo si diffuse gradualmente. Sembra che i primi Apostoli penetrassero a Camerino dall'Umbria attraverso la Via Flaminia.

### Camerino e i Barbari
Non sembra che Camerino abbia avuto a risentire direttamente i gravi effetti delle invasioni barbariche.
La tradizione, però, ci parla di un assedio dei Goti contro Camerino.
Secondo una leggenda, fu il santo patrono Venanzio ad impedire che Camerino fosse presa, apparendo sopra le mura e combattendo a fianco dei camerinesi.
Sconfitti i Goti nel 552, la città appartenne ai Bizantini fino al 592.

## I Longobardi e Sant'Ansovino
Anche i Longobardi vennero dall'Umbria e Camerino fu dal 601 sede di marchesato e di ducato talora incorporato, talora disgiunto da quello di Spoleto.
Di origine longobarda doveva essere Sant'Ansovino, il più notevole vescovo dell'epoca, nato a Camerino alla fine del 700.
Gli storici affermano che il nome Ansovino è longobardo e deriva da ANS=Dio e WIN=Amico, perciò Ansovino significa "amico di Dio".
Fu eletto vescovo di Camerino e morì nell'868, colto da malore mentre visitava la diocesi.
In tutto il suo ministero pastorale egli si dimostrò vero padre dei poveri e degli afflitti ed è considerato un patrono della città. Nei secoli VIII e IX la diocesi camerte era una delle più grandi del centro Italia, gli furono assegnati i territori delle diocesi scomparse (per poco tempo) di Septempeda, Matilica, Tolentinum, parte di Cingulum, parte di Sentinum, il territorio dell'attuale Fabriano, molto territorio di Macerata, Potentia Picena e Urbs Salvia.

## I monaci
Grande importanza religiosa ed economica determinò la penetrazione monastica.
Forse lo stato di arretratezza culturale dei Longobardi ritardò il sorgere nella zona delle grandi abbadie rispetto alla vicina Umbria.
Dopo una lunga stagione di eremitaggi, a cominciare dal IX secolo sorsero consistenti complessi monastici in diocesi come ad esempio San Lorenzo di Doliolo vicino all'antica Settempeda (attuale San Severino Marche) o Santa Maria di Rambona nei pressi di Pollenza.
Di fatto la quasi totalità degli edifici sacri attestano ancora l'alto livello tecnico ed artistico cui si era pervenuti.

## Il feudalesimo
È probabile che verso il 1050 il marchese Bonifacio occupasse la città di Camerino per poi passarla alla figlia contessa Matilde la quale la donò alla Chiesa (1077).

## Il comune
Già nel 1000, Camerino fu un comune fiorente e indipendente, si ebbero, infatti, monete raffiguranti San Venanzio e Sant'Ansovino.
Inizialmente ghibellino, divenne in seguito roccaforte guelfa e sede della legislazione pontificia (1240) per cui nel 1259 subì la distruzione da parte delle truppe imperiali di Manfredi, condotte da Percivalle Doria.
Gran parte della popolazione fu uccisa, eccezion fatta per alcune persone che si salvarono fuggendo da un buco nelle mura che conduceva fuori Camerino (oggi Via Morrotto).
Manfredi si portò via la cassettina d'argento contenente le reliquie di San Venanzio che fu poi recuperata.
Saranno poi i Da Varano a far rifiorire la città.

## La signoria: i Varano e i Borgia

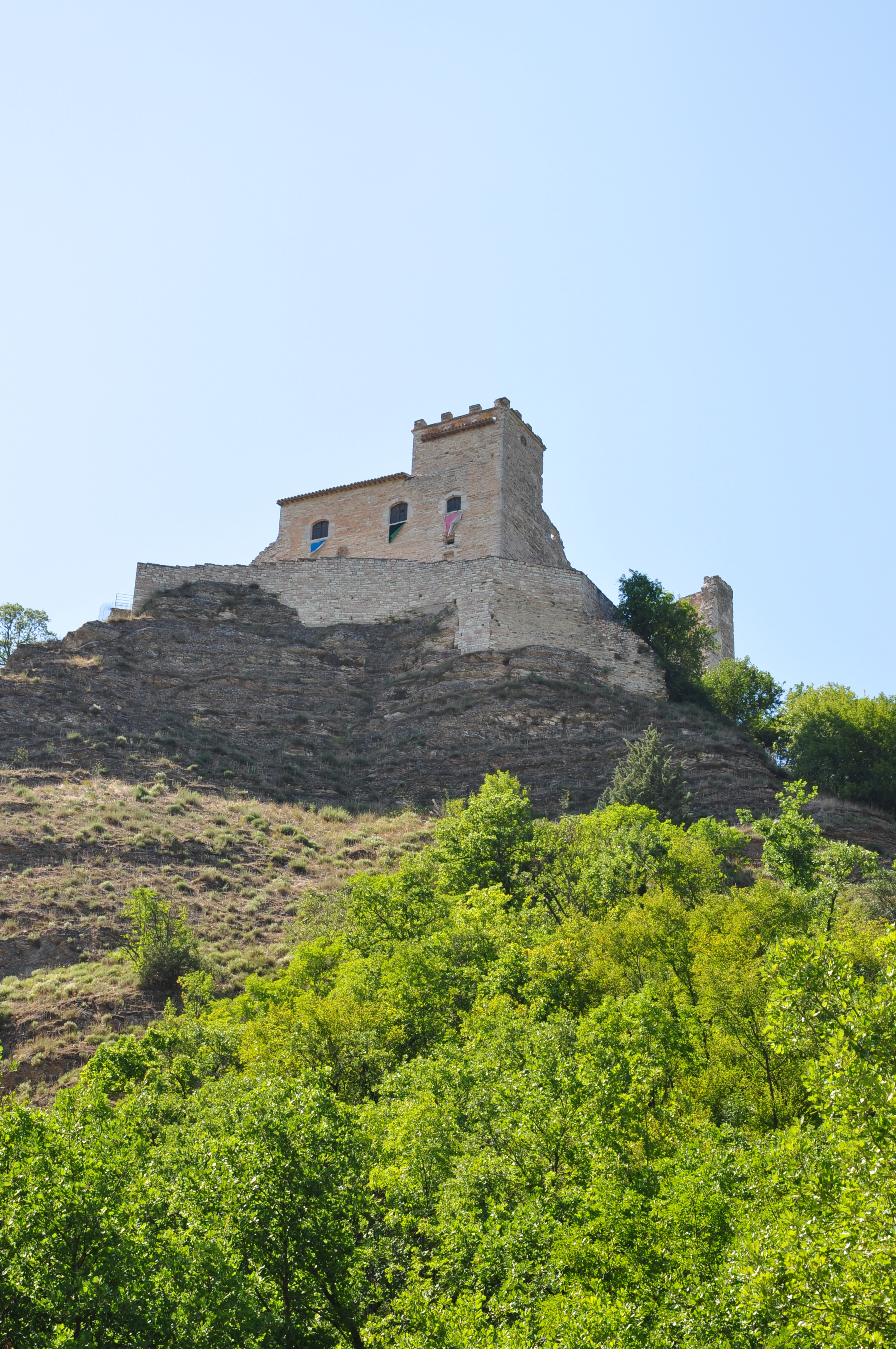
La Rocca Varano vista dall'abitato della Sfercia

Attorno al 1262 i fuoriusciti rientrarono. A capo si posero alcuni signori tra cui Gentile I da Varano.
A difesa del territorio di Camerino, fu costruita da Giovanni Da Varano, nel 1382, una barriera lunga dodici chilometri di torri, fossi e sbarramenti con grossi tronchi tagliati per cui la linea prese il nome di "Intagliata".
La famiglia dei Da Varano con alterne vicende resse le sorti della città per circa tre secoli.
Da ricordare la Rocca Varano, particolarmente adatta per esercitare un dominio molto proficuo per le tasse e le estorsioni che i signori potevano imporre ai mercanti viaggiatori (il dazio doganale).
Giulio Cesare da Varano fece edificare, attorno all'anno 1460, il Palazzo Ducale, che a quei tempi era reputato uno dei più sontuosi d'Italia.
Fondò, inoltre, il Monastero di Santa Chiara, dove dimorò sua figlia Camilla Battista da Varano, ossia la santa Battista.
Nel 1502 piombò su Camerino Cesare Borgia, detto Duca Valentino, che fece piazza pulita dei Varano sui quali riuscì, letteralmente, a mettere le mani e poi uccise Giulio Cesare con tre dei suoi figli.
I Borgia, nel 1503 costruirono la Rocca dei Borgia (i torrioni cilindrici ed il possente mastio furono esempi di architettura militare rinascimentale) per controllare la città sul versante sud ovest e i Varano la completarono, la misero in comunicazione con il Palazzo Ducale e l'armarono con quarantadue bocche da fuoco. In seguito divenuta lazzaretto, poi parzialmente smantellata per usarne le pietre, infine di recente ristrutturata.
Nel 1503, un superstite dei Da Varano, Giovanni Maria (terzogenito di Giulio Cesare, scampato all'eccidio) ritornò in città e governò il ducato fino al 1527.

## Civitas Maior- Camerino nel massimo splendore

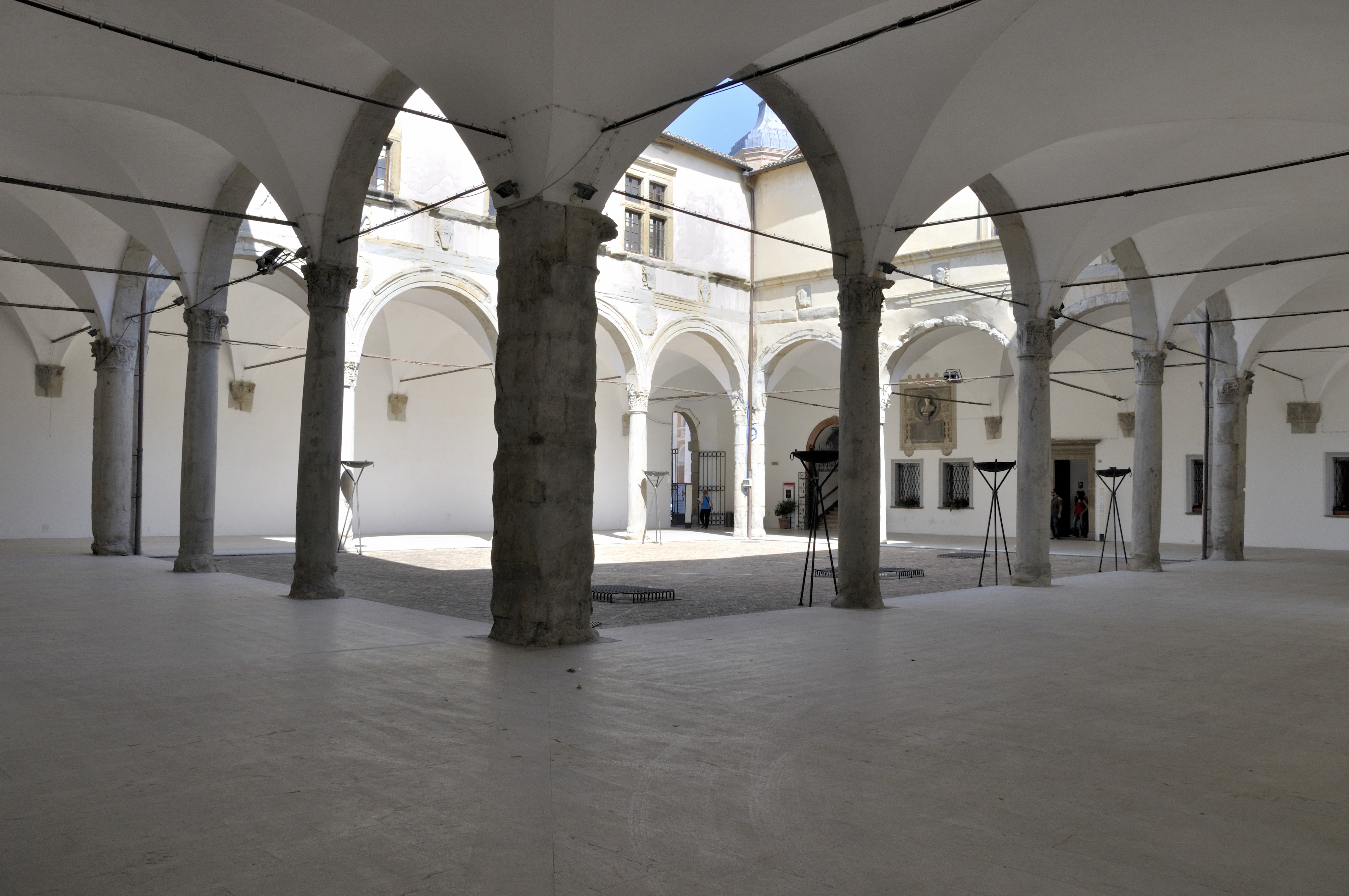
Il quadriportico del Palazzo Ducale.

Durante la Signoria Camerino raggiunse una ragguardevole prosperità economica e un notevole incremento demografico, congiunti a una trasformazione urbanistica che in parte modificarono l'impianto medievale.
La città era circondata da mura che sorgevano a picco sopra le rocce.
Molto particolareggiate e rigorose erano le norme fissate dagli Statuti per la difesa, per l'igiene ed i servizi pubblici; le vie tutte mattonate, dovevano essere pulite ogni sabato dai cittadini nel tratto adiacente alla propria abitazione.
La città era divisa in tre "Terzieri" come tuttora si vedono nello stemma, stilizzati nelle tre casette: Sossanta, Di Mezzo, Muralto.
Il primo si estendeva dal Duomo al Borgo San Venanzio, il secondo abbracciava il centro, il terzo comprendeva la parte sud e l'estremità ovest.
Ogni terziero e ogni villaggio dovevano provvedere alla manutenzione delle strade.
Le vie interne non dovevano essere ingombre di banchi per la vendita, che era permessa solo entro i limiti della casa e dello spazio adiacente.
I luoghi di vendita per la maggior parte delle merci erano le piazze di San Venanzio e Sant'Angelo. Il mercato del bestiame si svolgeva nel mercatale al di fuori della cerchia muraria.
Particolarmente curata era l'erogazione dell'acqua: le fonti dovevano essere pulite, le condutture coperte, era severamente proibito deviare le acque.
Densità di popolazione e benessere economico fecero qualificare Camerino insieme a Fermo, Ascoli Piceno, e Ancona, tra le Civitates Maiores delle Marche.

## I Francescani
Durante la signoria nella città e nella diocesi si sviluppò notevolmente la spiritualità religiosa, espressa soprattutto nel movimento francescano: si moltiplicarono chiese, conventi nel territorio camerinese.
Tale sviluppo favorì la nascita dei Cappuccini.

## Dopo la Signoria

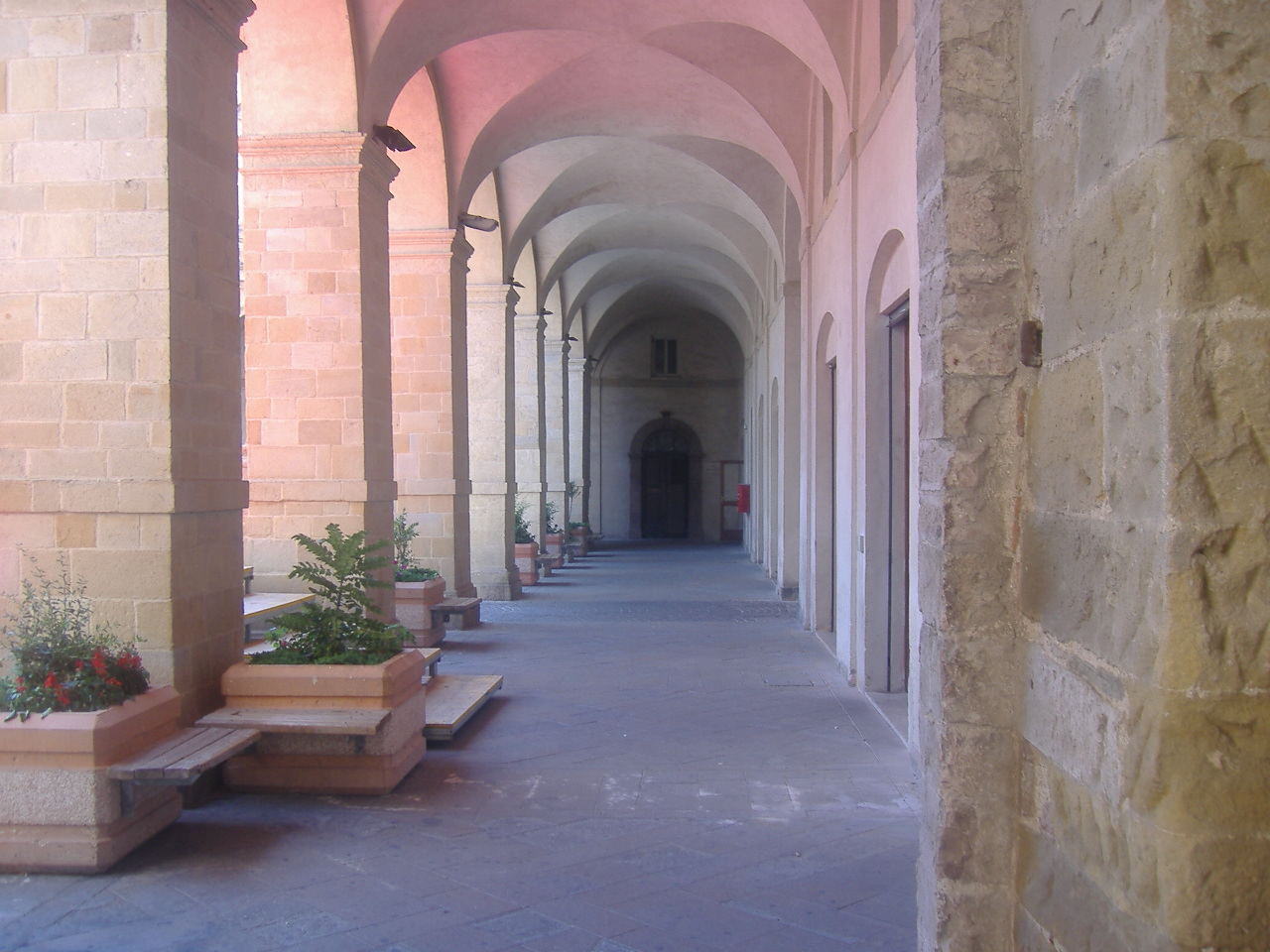
Particolare del porticato del Palazzo Arcivescovile

Dal 1545 la città passò sotto il diretto dominio pontificio e divenne capoluogo di delegazione apostolica, iniziando così una lunga fase di stabilità politico-sociale, ma anche di silenzioso declino.
I vescovi, negli ultimi decenni del Cinquecento eressero il loro Palazzo, di fronte a quello ducale.
Fino all'invasione francese la storia fu priva di avvenimenti di notevole riguardo.
Per ordine del Pontefice la città fu spesso impegnata in dispendiosi ricevimenti per festeggiare personalità di passaggio.
La storia del 1600 si articolò con la molteplicità di Statuti particolari.
Lo Stato fu suddiviso in più di 100 comunità, rette da tre vicariati.
Nel 1700 la piccola capitale di una gloriosa signoria fu ridotta a un grosso borgo agricolo con economia limitata e qualche industria nel territorio che restava ampio.
Una delle risorse maggiori era rappresentata dai buoni allevamenti di bestiame. Pertanto elevato era il numero delle fiere le quali, con le franchigie concesse, davano impulso ai commerci.

## L'occupazione napoleonica
Durante l'occupazione Francese Camerino, quale Municipio, fu aggregata al dipartimento del Tronto.
Nel 1799, alla reazione degli insorgenti, la città fu al centro di varie lotte con alterne vicende, finché il 28 luglio 1799 fu sconvolta da un grave terremoto che distrusse il Duomo, San Venanzio, varie case e provocò una sessantina di morti.
Un secondo periodo francese si distinse per la razzia del danaro, la soppressione degli istituti religiosi, per la confisca dei beni, la rapina delle opere d'arte tra cui quattro tavole che Carlo Crivelli aveva dipinto per la città: Crocifissione, Pala di San Pietro di Muralto, Polittico del Duomo di Camerino, Polittico di San Domenico di Camerino.
L'invasione Austriaca che seguì il governo napoleonico desolò ancor più il camerinese.
Il Ritorno dello Stato pontificio fu accolto, pertanto, con sincero entusiasmo; esso diede a Camerino un periodo di tranquillità e ordine, ma non riuscì a risollevare la città dalla sua decadenza.
Seguì la carestia (1816-1817).

## Il Risorgimento

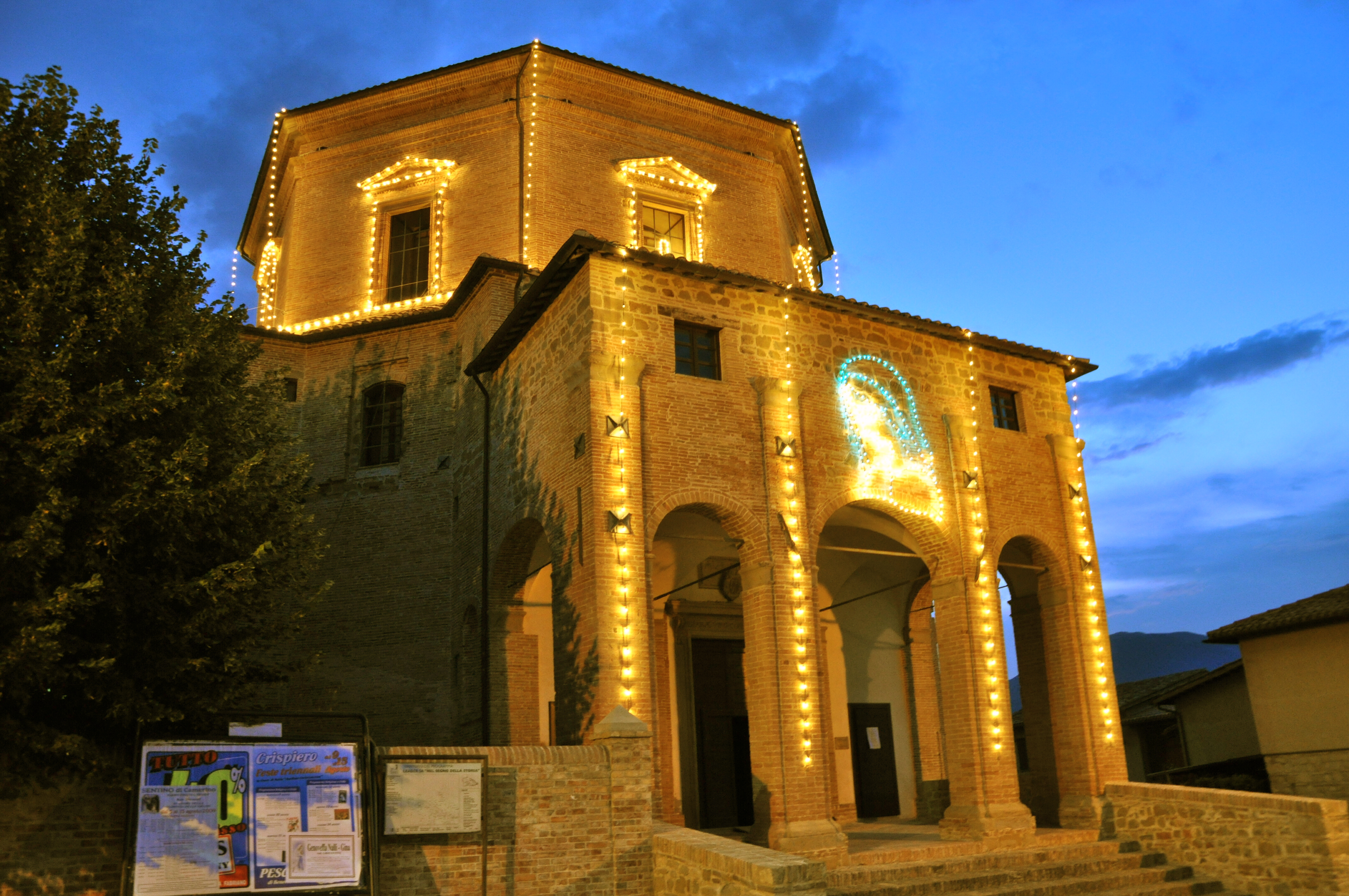
La Chiesa della Madonna delle Carceri

Il malcontento preparò il terreno alle associazioni segrete e a quei movimenti liberali che distinguerà Camerino durante le guerre d'indipendenza.
Speranze, fervore, manifestazioni cittadine, partecipazione alle lotte nazionali distinsero la cittadinanza in tutto il Risorgimento.
Nel 1849 Camerino ebbe un governo provvisorio.
Il vecchio mondo venne meno con l'annessione della città al Regno d'Italia espressa con un plebiscito del 4 e 5 novembre 1860.
La gioia fu turbata dalla perdita della qualità di Capoluogo di Provincia.
I camerinesi mostrarono di essere in pieno coscienti del loro massimo istituto culturale e si impegnarono a fondo e con intelligenza per la salvezza ed il potenziamento dell'antico ateneo.
Fu così che Camerino, pur nella sua decadenza economica, mantenne sempre un alto profilo culturale
Il secolo fu contraddistinto dalla presenza di un gran numero di personalità, pittori, politici, giornalisti e musicisti di un buon livello.
Si sviluppò la stampa periodica. Consistente attività ebbe il consorzio agrario. Assai notevoli le iniziative teatrali, musicali e di vario spettacolo.
Nel 1844 fu fondata a Camerino la Cassa di Risparmio, la prima nella Provincia.
Il primo acquedotto comunale risale al 1855 anno in cui si fece giungere a Camerino l'acqua proveniente dalla zona di Papacchio.
È di questo secolo anche la ricostruzione del teatro "La Fenice" (1856) su disegno di Vincenzo Ghinelli, nel 1881 il complesso verrà dedicato a Filippo Marchetti.

## Il Novecento

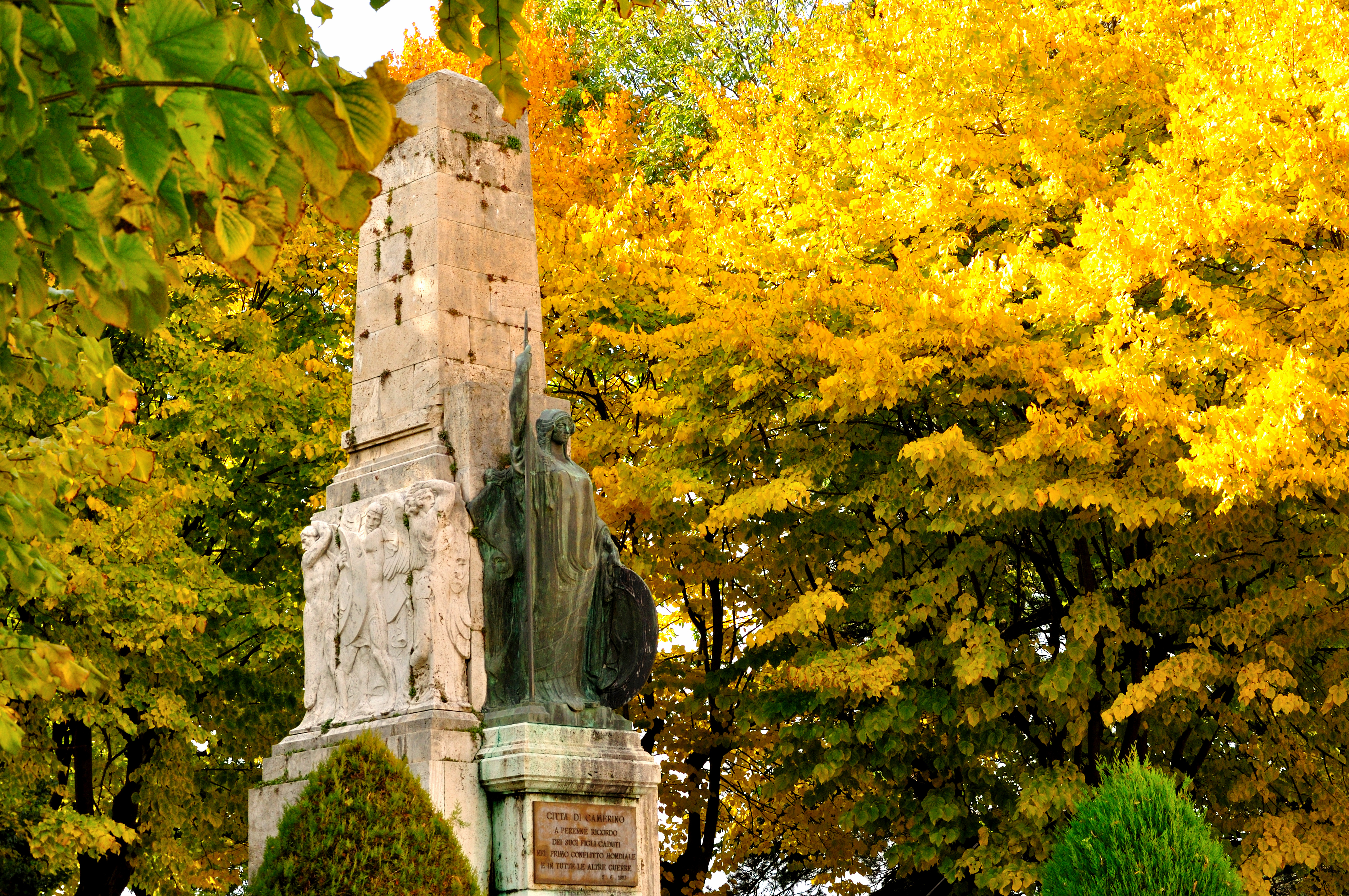
Il monumento ai caduti in Piazzale della Libertà

Nella prima guerra mondiale trovarono la morte 260 cittadini.
Fatto di notevole rilievo fu la fondazione, l'11 aprile 1919, di uno dei primi fasci nazionali. Il "fascio di combattimento" di Camerino, per opera del tenente Pietro Gorgolini, che trovò, soprattutto nell'ambiente letterario e in particolar modo studentesco, i suoi aderenti.
Il ventennio fascista non diede alcun sviluppo alla città, anzi, per le notevoli difficoltà economiche la libera Università perse, nel 1927, la facoltà di medicina.
Durante la seconda guerra mondiale Camerino diede un contributo alla lotta di liberazione con il sacrificio di 84 persone.
I momenti più drammatici si ebbero nella primavera del 1944 e culminarono con gli eccidi nelle località di Morro, Palentuccio, Letegge, Pozzuolo, Capolapiaggia, ove 81 furono le vittime.
Camerino è tra le Città decorate al Valor Militare per la Guerra di Liberazione in quanto è stata insignita della Medaglia d'Argento al Valor Militare per i sacrifici della sua popolazione e per la sua attività nella lotta partigiana.
Del Novecento è da ricordare l'apertura del museo e pinacoteca civica (1903) dapprima con sede nella chiesa dell'Annunziata, successivamente nella chiesa di San Francesco e del museo diocesano (1968) nel piano dell'episcopio. La pinacoteca ed il museo civico sono siti nell'ex convento di San Domenico.
L'Università, statizzata nel 1959 prese vigore culturale e costruttivo.
Il restauro al Palazzo Ducale ha dato splendore rinascimentale al quadriportico e alla vicina sala dipinta.
Da ricordare anche la tranvia elettrica che collegò il centro (Piazza Cavour) con il fabbricato della stazione FS di Castelraimondo inaugurata nel 1906 e soppressa nel 1956, con la stazione coperta ubicata all'interno dell'ex chiesa di San Domenico.

## Il terremoto del 1997
Alcune violente scosse sismiche (a partire dal 4 settembre 1997, raggiungendo il massimo apice il 26 settembre dello stesso anno) con epicentro localizzato nell'Appennino umbro-marchigiano hanno interrotto la vita tranquilla di vaste zone delle Marche e dell'Umbria, creando numerosi danni anche alla città di Camerino. Molte abitazioni e chiese, tra cui il Duomo e Santa Maria in Via, sono state danneggiate, tuttavia molte di esse sono già tornate alla normalità dopo i vari piani di ricostruzione.
Di recente alcuni lavori postsismici hanno fatto tornare alla luce alcuni importanti reperti archeologici nel cuore della città, più precisamente nella piazza antistante il tribunale e nei giardini dell'ex Istituto Magistrale e Scuola Materna "L'Aquilone", luogo conosciuto ai camerinesi col nome di "Pino Argentato".
Per quanto riguarda il primo caso, si tratta di resti architettonici di strutture d'epoca repubblicana ancora in fase di studio da parte della Soprintendenza per i Beni Archeologici delle Marche.
Invece, riguardo ai secondi ritrovamenti, essi sono molto più cospicui dei primi e ricoprono un arco di tempo più vasto.
Sono stati infatti rinvenuti numerosi frammenti di vasellame ed oggetti di terracotta di epoca ellenistica, romana, medievale e rinascimentale.
Oltre a questi utensili, sono venute alla luce alcune strutture architettoniche di epoca romana e medievale, fra le quali anche una fornace circolare in mattoni contenente ancora intatto l'insieme di oggetti dell'ultima infornata.
In tempi stretti è stata quindi allestita una mostra con alcuni dei numerosi reperti in modo tale da presentare ai cittadini i risultati preliminari degli scavi e del restauro.

## Il terremoto del 2016

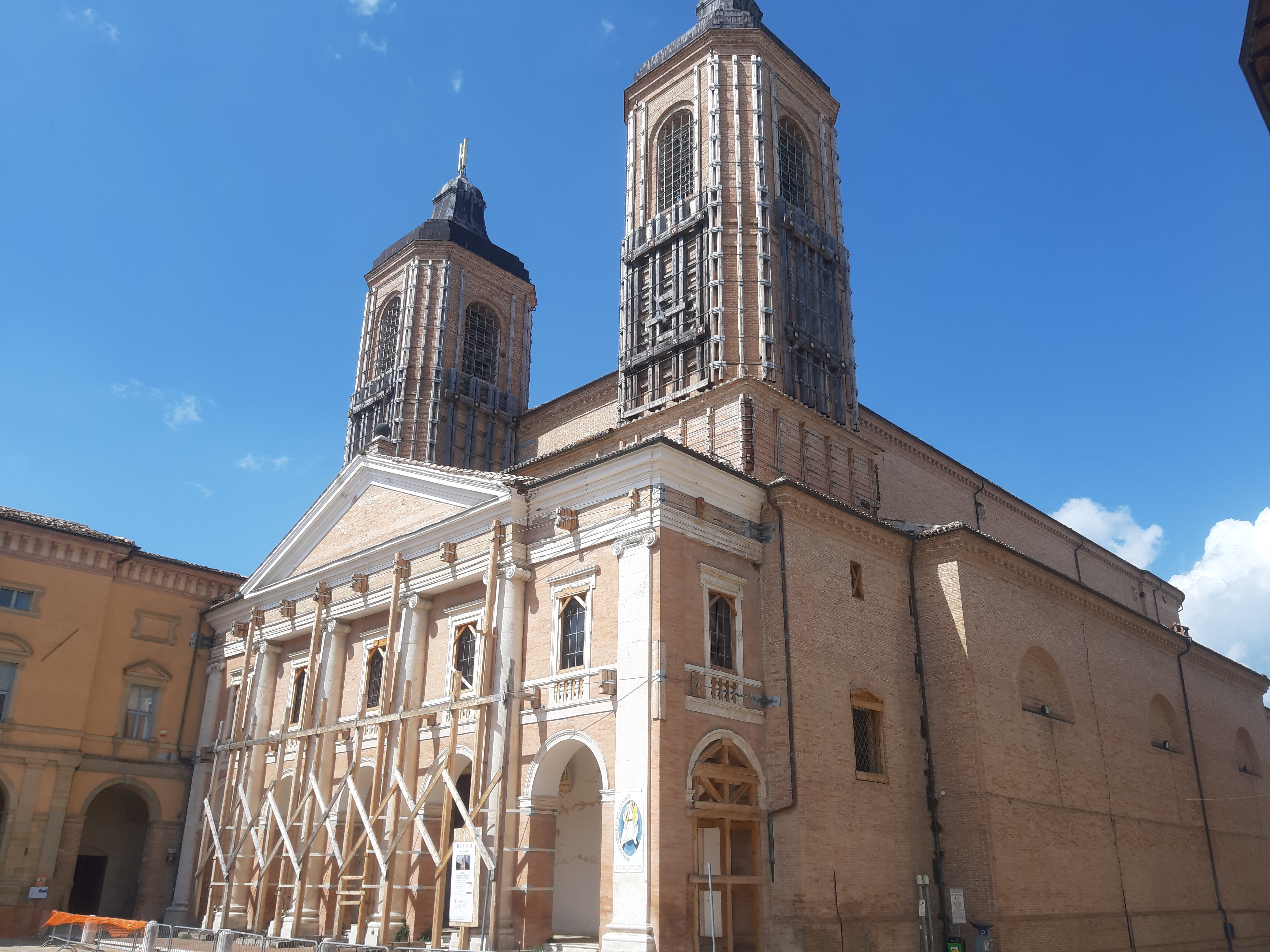
Cattedrale con ponteggi nel 2020

A soli 19 anni di distanza dal terremoto del 1997, con gli ultimi lavori di ricostruzione da poco completati, l'Appennino umbro-marchigiano è stato di nuovo colpito da una serie di ancor più violenti eventi sismici, noti come "terremoto del Centro Italia". La notte del 24 agosto una forte e lunga scossa con epicentro ad Accumoli è passata alla storia per aver quasi completamente distrutto la città di Amatrice: anche la città di Camerino ha riportato dei danni, con la chiusura per inagibilità di tutte le principali chiese ed anche alcuni edifici privati, principalmente nel centro storico, sono risultati danneggiati.
Ma dopo due mesi in cui lo sciame sismico sembrava essersi quasi completamente attenuato, la sera del 26 ottobre una nuova violentissima scossa, con epicentro nei pressi di Ussita, ha causato crolli diffusi e seri danneggiamenti a quasi tutti gli edifici del centro storico, nonché al popoloso quartiere periferico delle Vallicelle, il più vicino all'area epicentrale. La scossa era stata preceduta da un'altra, più leggera, che aveva fatto sì che molte persone avessero abbandonato le proprie abitazioni, così salvandosi. Il crollo più notevole è stato quello del campanile di Santa Maria in Via, che è rovinato su un edificio privato situato alle spalle della Chiesa, distruggendolo.
Pochi giorni dopo, la mattina del 30 ottobre un'ulteriore violenta scossa con epicentro presso Norcia ha causato ulteriori crolli e devastazioni.